# Universidad de Medicina de Azerbaiyán
La Universidad de Мedicina de Azerbaiyán es una las grandes universidades de la República de Azerbaiyán.

## Historia
En el año 1919 en la República Democrática de Azerbaiyán fue establecida la Universidad Estatal de Bakú con 4 facultades, siendo una de ellas de medicina.
En el año 1922 treinta estudiantes de la facultad de medicina terminaron su educación, entre los que había dos mujeres - Adila Shakhtakhtinskaya (que después fue profesora) y Djeyran Sultanova (que fue médica).
En 1930, según la orden del Consejo de los Comisarios Populares de la RSS de Azerbaiyán del 9 de mayo la facultad de medicina de la Universidad Estatal de Bakú fue reorganizada y nombrada Universidad de Medicina de Azerbaiyán con dos facultades: de tratamiento y prevención y de saneamiento.
En los años de la Segunda Guerra Mundial la universidad siguió funcionando y durante esos años capacitó más de dos mil médicos.
Según la orden de la Presidencia del Consejo Supremo de la RSS de Azerbaiyán la Universidad obtuvo el nombre del médico Nariman Narimanov.
En 1996 entre las universidades del Cáucaso del Sur, la Universidad de Medicina de Azerbaiyán fue incluida en el registro de las Asociaciones Educativas Internacionales en Londres. En 1998 la universidad fue elegida miembro con pleno derecho de la Asociación de las Universidades de los países del Mar Negro, en 2000 - la Asociación internacional de las Universidades y en 2002 - Asociación de las Universidades de Europa.

## Estructura
La universidad tiene 6 facultades:
1. Facultad de tratamiento y prevención I
2. Facultad de tratamiento y prevención II
3. Facultad de salud pública
4. Facultad de odontología
5. Facultad de Farmacia
6. Facultad medicomilitar

## Rectores
1. M.N. Kadirli - 1930
2. N.D. Mammadl - 1931-1932
3. Aziz Aliyev - 1932-1934
4. M.D. Huseinov - 1934-1935
5. Aziz Aliyev - 1935-1938
6. M.A. Aliyev - 1938-1942
7. Z.M. Mammadov - 1943-1946
8. B.A. Eyvazov - 1946-1964
9. Kh. Hasanov - 1964-1968
10. V. Medjidov - 1968-1972
11. Z.D. Mammadov - 1983-1992
12. A.T. Amiraslanov - 1992-2016
13. G.Ch. Geraybeyli - 2016 - actualmente[3]